# Trachyiulus humberti
Trachyiulus humberti är en mångfotingart som beskrevs av Carl 1911. Trachyiulus humberti ingår i släktet Trachyiulus och familjen Cambalopsidae. Inga underarter finns listade i Catalogue of Life.